# 御前水町
御前水町（ごぜんすいちょう）は北海道室蘭市の地名。御前水町一丁目から三丁目の町がある。住居表示実施済み。郵便番号は051-0002。

## 地理
室蘭市の南部に位置し、北に御崎町、北東に大沢町、南に母恋南町、南西に母恋北町、西に茶津町と接し、東は太平洋に面する。

### 海洋
- 太平洋

## 地域の特徴
室蘭市の都市計画マスタープランでは蘭西地域に属する。
西縁の外側をJR北海道 室蘭本線（支線）が通る。さらに西に並行して国道36号（室蘭新道）が通る。室蘭本線の東側には室蘭市道母恋・東町大通線（旧国道36号）が並行しており町域を縦貫している。また町域の東寄りを北海道道919号中央東線が蛇行しながら縦断する。東部には石山、エニ山といった山があり、太平洋岸は絶壁となっている。南西部には母恋富士がある。
一丁目に蘭中児童センター、日本製鋼所の鎮守社でもある御傘山神社、真宗大谷派浄誓寺、浄土真宗本願寺派願隆寺、二丁目に認定こども園むろらんようちえん、御前水町会館、室蘭御前水郵便局、三丁目に臨済宗妙心寺派護国寺がある。

## 歴史
かつて二丁目に御前水中学校があったが、2006年（平成18年）に閉校した。

### 地名の由来
1881年（明治14年）明治天皇行幸の際、当地の湧水を御膳に差し上げたことによる。のちにこの泉は天澤泉と命名され、御傘山神社境内に記念碑が建立された。
また、1872年（明治5年）の札幌本通の建設工事に従事した者がいくつかの班に分かれてテント生活をし、ラッパや半鐘の合図と共に働き続けたことから、母恋と御前水の一帯が「ラッパ森」と呼ばれるようになり、バス停にその名を残している。

### 沿革
- 1922年（大正11年）4月1日 - 字名改正により札幌通（大字）の一部が御前水町（字）となり、札幌通（大字）を廃止[5][8]。
- 1922年（大正11年）8月1日 - 市制施行により室蘭区御前水町（字）は室蘭市御前水町（字）となる[9]。
- 1965年（昭和40年）5月1日 - 御前水町一丁目 - 三丁目新設[5][10]。

### 町名の変遷
| 実施内容          | 実施年月日               | 実施後         | 実施前                                                 |
| ----------------- | ------------------------ | -------------- | ------------------------------------------------------ |
| 町名新設          | 1922年（大正11年）4月1日 | 御前水町（字） | 札幌通（大字）の小字、 エトツケレップ，三橋，ボコイ    |
| 町名新設 住居表示 | 1965年（昭和40年）5月1日 | 御前水町一丁目 | 御前水町（字），御崎町（字）の各一部                   |
| 町名新設 住居表示 | 1965年（昭和40年）5月1日 | 御前水町二丁目 | 御前水町（字），母恋南町（字）の各一部                 |
| 町名新設 住居表示 | 1965年（昭和40年）5月1日 | 御前水町三丁目 | 御前水町（字），母恋北町（字），母恋南町（字）の各一部 |

## 世帯数と人口
2023年（令和5年）12月31日現在（室蘭市発表）の世帯数と人口は以下の通りである。
| 町             | 世帯数  | 人口    |
| -------------- | ------- | ------- |
| 御前水町一丁目 | 256世帯 | 479人   |
| 御前水町二丁目 | 337世帯 | 524人   |
| 御前水町三丁目 | 82世帯  | 165人   |
| 計             | 675世帯 | 1,168人 |

### 人口の変遷
国勢調査による人口の推移。
| 1995年（平成7年）  | 2,751人 | [ 11 ] |  |
| 2000年（平成12年） | 2,416人 | [ 12 ] |  |
| 2005年（平成17年） | 2,063人 | [ 13 ] |  |
| 2010年（平成22年） | 2,260人 | [ 14 ] |  |
| 2015年（平成27年） | 1,971人 | [ 15 ] |  |
| 2020年（令和2年）  | 1,497人 | [ 16 ] |  |

### 世帯数の変遷
国勢調査による世帯数の推移。
| 1995年（平成7年）  | 981世帯   | [ 11 ] |  |
| 2000年（平成12年） | 925世帯   | [ 12 ] |  |
| 2005年（平成17年） | 818世帯   | [ 13 ] |  |
| 2010年（平成22年） | 1,028世帯 | [ 14 ] |  |
| 2015年（平成27年） | 946世帯   | [ 15 ] |  |
| 2020年（令和2年）  | 758世帯   | [ 16 ] |  |

## 学区
市立小・中学校に通う場合、学区は以下の通りとなる。
| 町             | 街区 | 小学校               | 中学校             |
| -------------- | ---- | -------------------- | ------------------ |
| 御前水町一丁目 | 全域 | 室蘭市立地球岬小学校 | 室蘭市立星蘭中学校 |
| 御前水町二丁目 | 全域 | 室蘭市立地球岬小学校 | 室蘭市立星蘭中学校 |
| 御前水町三丁目 | 全域 | 室蘭市立地球岬小学校 | 室蘭市立星蘭中学校 |

## 交通

### バス
町内を縦貫する室蘭市道母恋・東町大通線（旧国道36号）に道南バスが路線バスを運行する。

### 道路
- 国道36号（室蘭新道） ※国道235号との重用区間
  - 厳密には町内を通っていないが、隣の茶津町との境界付近に御崎出入口が所在する。
- 室蘭市道母恋・東町大通線（都市計画道路3・3・249日の出母恋通、旧国道36号）[18][19]
- 北海道道919号中央東線

## 施設

### 公共施設
- 御前水町会館

### 教育施設
- 認定こども園むろらんようちえん

### 金融機関
- 室蘭御前水郵便局

### 寺社
- 御傘山神社
- 真宗大谷派浄誓寺
- 浄土真宗本願寺派願隆寺
- 臨済宗妙心寺派護国寺

### 公園
- 御前水公園
- 御前水一丁目公園

### その他
- 室蘭まちづくり放送（FMびゅー）御前水送信所